# Gare de Klosters-Platz
La gare de Klosters-Platz (en allemand Bahnhof Klosters-Platz) est une gare ferroviaire suisse des lignes RhB à voie métrique de Landquart à Davos-Platz et de Klosters à Lavin. Elle est située à proximité du centre de la ville de Klosters-Serneus, région de Prättigau/Davos dans le canton des Grisons.
C'est une gare des Chemins de fer rhétiques (RhB).

## Situation ferroviaire
Établie à 1 191 mètres d'altitude, la gare de bifurcation de Klosters-Platz est située au point kilométrique (PK) 32,436 de la ligne de Landquart à Davos-Platz (no 910), entre les gares de Klosters-Dorf et de Davos-Laret, elle est également l'origine de la ligne de Klosters à Lavin.

## Service des voyageurs

### Accueil
Gare des Chemins de fer rhétiques (RhB), elle dispose d'un ancien bâtiment voyageurs.

### Desserte

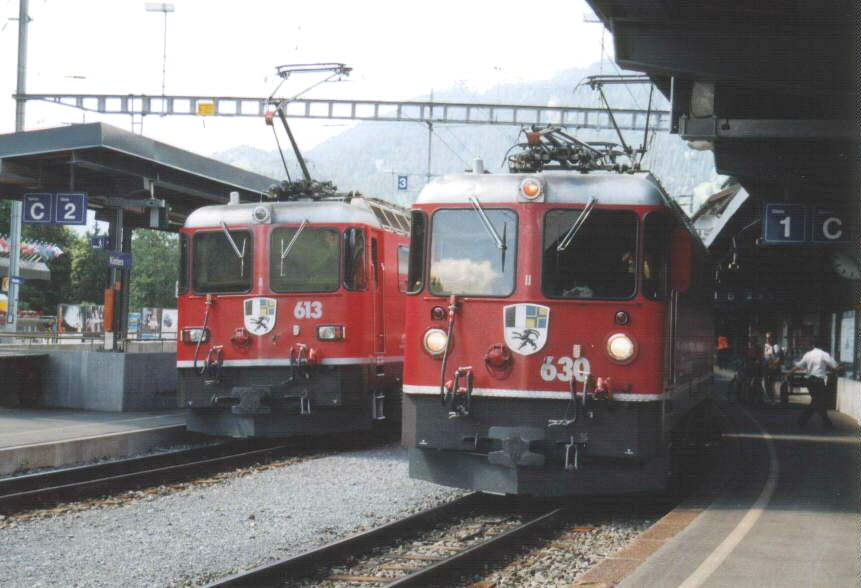
RhB Ge 4/4 II en gare (2003).

### Intermodalité
Le stationnement des véhicules est possible à proximité.